# سوجیتز
سوجیتز (به ژاپنی: 双日株式会社) شرکت خوشه‌ای ژاپنی است، که در زمینه تجارت دامنه گسترده‌ای از کالاها و خدمات، همچنین سرمایه‌گذاری، در حوزه‌های انرژی، خودرو، کالاهای لوکس، کشاورزی، فولاد، مواد شیمیایی و مواد معدنی فعالیت می‌کند.
سوجیتز در سال ۲۰۰۴ تأسیس شد و هم‌اکنون دارای بیش از ۴۴۰ شرکت تابعه، در ۵۰ کشور جهان می‌باشد و پس از میتسوبیشی کورپوریشن، میتسویی اند کو.، ایتاچو، ماروبنی و گروه سومیتومو، رتبه ششم از بزرگترین شرکت‌های بازرگانی ژاپن را به خود اختصاص می‌دهد.
دفتر مرکزی این شرکت در منطقه چیودا شهر توکیو قرار دارد و بخشی از سهام آن در بازارهای بورس اوساکا و بورس توکیو معامله می‌شود.
مستر تراست بانک با ۳٫۴ درصد و ژاپن تراستی سرویس بانک با در اختیار داشتن ۱۰٫۱ درصد از سهام سوجیتز، بزرگترین سهام‌داران آن به‌شمار می‌آیند.